# All My Circuits
All My Circuits is een fictieve soapserie uit de animatieserie Futurama. Daarmee is de show een zogenaamde show binnen een show.

## Acteurs en personages
All My Circuits is een soap gericht op robots. Derhalve zijn de meeste van de acteurs uit de serie robots. Het bekendste personage in de serie is Calculon, gespeeld door de gelijknamige robotacteur. Andere personages zijn de vrouwelijke robot Monique, Calculons slechte halfbroer (een armloze robot die enkel kan praten met bliepgeluiden), een mens (die enkel bekendstaat als “menselijke vriend”) en een robot-kindster genaamd Antonio Calculon Jr.
Toen in de aflevering "Bender Should Not Be Allowed on TV" Antonio een mechanische inzinking kreeg, werd Bender ingehuurd om hem te vervangen. Door zijn wilde gedrag werd hij al snel de nieuwe ster van de show.

## Inhoud
All My Circuits is een parodie op de vele normale soapseries (zoals All My Children). De show bevat dus vele vreemde, onvoorspelbare plots zoals identieke lang-verloren halfbroers (Calculon heeft blijkbaar 6 kwaadaardige broers), of plotseling geheugenverlies bij alle personages. De acteervaardigheden van de cast zijn ook niet al te hoog. De show wordt altijd vooraf opgenomen, maar Calculon wil nooit dezelfde scène meer dan 1 keer filmen. Derhalve wordt alles uitgezonden, met eventuele fouten er nog in.
De serie werd eenmaal omgezet tot een film genaamd All My Circuits: The Movie (kort te zien in de aflevering "Raging Bender").